# 413233 Varkonyiagnes
413233 Varkonyiagnes este o planetă minoră (asteroid) din centura de asteroizi. A fost descoperită pe 20 septembrie 2003 la Piszkéstetői Obszervatórium⁠(d) de  și a fost numită după R. Várkonyi Ágnes⁠(d). 
Obiectul prezintă o orbită caracterizată de o semiaxă mare de 2,3383906543126 UAi, o excentricitate de 0,08504405154524, o înclinație de 4,6024401256179 ° în raport cu ecliptica.